# 世界国际象棋联合会
世界西洋棋總會（International Chess Federation通用簡稱，中文簡稱国际棋联），是負責連繫世界各國的西洋棋聯合會的組織。
國際棋聯於1924年7月20日在法國巴黎成立，座右銘是：「我們是同一個民族。」現任主席是前俄羅斯副總理阿尔卡季·德沃尔科维奇。

## 角色
国际棋联最重要的任務是舉辦國際象棋世界冠軍賽（包括公開組、女子組、及青年組）、和區域賽、以及國際象棋奧林匹克大賽。FIDE 被國際奧林匹克委員會（IOC）認可為擁有最高權力的機構，負責組織全球及洲際的國際象棋錦標賽。國際棋聯還監督指導其他一些相關的比賽，而大多數的頂級賽事，幾乎都會尊重國際棋聯的規則和條例。 
国际棋联負責訂定國際象棋的規則，包括棋盤上的規則以及國際比賽進行時的規範。這些規則為地方比賽的基礎規範，不過地方機構還是可以對規則稍作修改。國際棋聯還負責授予組織的頭銜，如國際仲裁者，擁有此頭銜表示這人有能力控管世界一流的比賽。 
国际棋联負責計算選手的等級分（Elo ratings），並以此積分為基礎，將頭銜授予在競爭激烈的比賽中贏得勝利的選手。這些頭銜包括有：國際棋聯大師、國際大師、國際特級大師、以及女子的國際象棋頭銜。國際棋聯也將大師和特級大師的頭銜授予解決、製作國際象棋棋謎及完成相關研究的選手，並定期出版以最佳棋謎為主題的國際棋聯特輯。

## 历任主席
- 1924—1949 阿历山大·鲁耶布 (Alexander Rueb)
- 1949—1970 怫尔克·罗加尔德 (Folke Rogard)
- 1970—1978 马克斯·尤伟 (Max Euwe)
- 1978—1982 奧拉夫松 (Friðrik Ólafsson)
- 1982—1995 弗洛倫西奧·坎波马內斯 (Florencio Campomanes)
- 1995—2018 基尔桑·伊柳姆日诺夫 (Kirsan Ilyumzhinov)
- 2018—現任 阿尔卡季·德沃尔科维奇 (Arkady Dvorkovich)[1]

## 外部連結
- 世界西洋棋總會官方網站（页面存档备份，存于）